# Лос Анджелис Таймс
„Лос Анджелис Таймс“ (на английски: Los Angeles Times) е всекидневник, излизащ в Лос Анджелис, Калифорния, Съединените американски щати, който е разпространяван в Западните Съединени щати.
Има дневен тираж от 843 432 броя, което го прави 2-рия по тираж метрополен вестник в САЩ след „Ню Йорк Таймс“. Печелил е 37 награди „Пулицър“ към 2004 г.
Опитите на вестника да се бори с местните профсъюзи води до бомбения атентат от 1 октомври 1910 г., когато е взривена сградата на вестника. Загиват 21 души.